# 윤봉길로
윤봉길로(Yunbonggil-ro)는 충청남도 예산군 덕산면 해미터널과 예산읍 석양 교차로를 잇는 충청남도의 도로이다. 도로 명칭은 예산군에서 출생한 매헌 윤봉길의사의 이름에서 유래하였다. 전 구간 국도 제45호선과 국가지원지방도 제70호선에 속한다.

## 역사
- 1997년 9월 20일 : 예산군 삽교읍 삽교리 ~ 두리 860m 구간 개통, 기존 850m 구간 폐지[1]
- 2006년 12월 30일 : 해미 ~ 덕산간 도로(서산시 해미면 휴암리 ~ 예산군 덕산면 대치리) 11.91km 구간 확장 개통, 기존 서산시 해미면 산수리 1.004km 구간과 서산시 해미면 대곡리 ~ 예산군 덕산면 광천리 4.689km 구간 폐지[2]
- 2007년 12월 20일 : 덕산 ~ 예산간 도로(예산군 덕산면 대치리 ~ 예산읍 석양리 19.2km 구간과 예산군 예산읍 관작리 ~ 궁평리 3.6km) 총 22.8km 구간 확장 개통, 기존 예산군 덕산면 대치리 ~ 삽교읍 두리 11.7km 구간과 예산군 오가면 좌방리 ~ 역탑리 총 2.0km 구간 폐지[3]
- 2008년 11월 17일 : 예산군 삽교읍 송산리 ~ 덕산면 둔리 2.3km 구간 개통 및 기존 구간 폐지[4]
- 2009년 8월 25일 : 2개 이상 시·군에 걸쳐 있는 도로로 윤봉길로를 고시[5]

## 주요 경유지
충청남도
- 예산군 (덕산면 - 삽교읍 - 오가면 - 예산읍)

## 노선
전 구간 국도 제45호선과 국가지원지방도 제70호선에 속하기 때문에 이들 노선에 대한 별도 표기는 생략한다.
| 이름                            | 접속 노선                                          | 소재지        | 소재지                                  | 비고                                    |
| 한티로와 직결                   | 한티로와 직결                                      | 한티로와 직결 | 한티로와 직결                           | 한티로와 직결                           |
| ------------------------------- | -------------------------------------------------- | ------------- | --------------------------------------- | --------------------------------------- |
| 해미터널                        |                                                    | 예산군        | 덕산면                                  | 예산 방면 연장 308m 서산 방면 연장 426m |
| 광천1교                         |                                                    | 예산군        | 덕산면                                  |                                         |
| 덕산터널                        |                                                    | 예산군        | 덕산면                                  | 예산 방면 연장 210m 서산 방면 연장 209m |
| 광천2교 광천3교                 |                                                    | 예산군        | 덕산면                                  |                                         |
| 광천 교차로                     | 남은들로 대치광천길                                | 예산군        | 덕산면                                  |                                         |
| 대치 교차로                     | 대치3길                                            | 예산군        | 덕산면                                  |                                         |
| 대치1 교차로                    | 덕산온천로                                         | 예산군        | 덕산면                                  |                                         |
| 삼승교 수덕사교                 |                                                    | 예산군        | 덕산면                                  |                                         |
| 수덕사 교차로                   | 국도 제40호선 (수덕사로)                           | 예산군        | 덕산면                                  | 국도 제40호선과 중복                    |
| 수암교                          |                                                    | 예산군        | 덕산면                                  | 국도 제40호선과 중복                    |
| 덕산온천 교차로                 | 덕산온천로                                         | 예산군        | 덕산면                                  | 국도 제40호선과 중복                    |
| 신리대교                        |                                                    | 예산군        | 덕산면                                  | 국도 제40호선과 중복                    |
| 삽교읍                          |                                                    | 예산군        |                                         | 국도 제40호선과 중복                    |
| 송산 교차로                     | 국도 제40호선 지방도 제609호선 (도청대로)          | 예산군        |                                         | 국도 제40호선과 중복                    |
| 안치 교차로                     | 충의로                                             | 예산군        |                                         |                                         |
| 평촌교 평촌1교                  |                                                    | 예산군        |                                         |                                         |
| 삽교 교차로                     | 충의로                                             | 예산군        |                                         |                                         |
| 잿뜰교 용동1교 용동2교 삽다리교 |                                                    | 예산군        |                                         |                                         |
| (이름 없음)                     | 충의로                                             | 예산군        | 예산 방면 진출 불가 서산 방면 진입 불가 |                                         |
| 떼말 교차로                     | 삽교로4길                                          | 예산군        |                                         |                                         |
| 두리 교차로                     | 삽교역로 두루머리길                                | 예산군        |                                         |                                         |
| 방아 교차로                     | 삽교로 방아길                                      | 예산군        |                                         |                                         |
| 좌방교                          |                                                    | 예산군        |                                         |                                         |
| 오가면                          |                                                    | 예산군        |                                         |                                         |
| 좌방 교차로                     | 좌분양막로                                         | 예산군        |                                         |                                         |
| 임성 교차로                     | 오신로                                             | 예산군        |                                         |                                         |
| 역탑 교차로                     | 오가중앙로 역탑한밭길                              | 예산군        |                                         |                                         |
| 역탑교                          |                                                    | 예산군        |                                         |                                         |
| 원천 교차로                     | 원천오촌길 원천외천길                              | 예산군        |                                         |                                         |
| 원천1교 원천2교 원천3교 신원1교 |                                                    | 예산군        |                                         |                                         |
| 신원2교                         |                                                    | 예산군        |                                         |                                         |
| 예산읍                          |                                                    | 예산군        |                                         |                                         |
| 무한천교                        |                                                    | 예산군        |                                         |                                         |
| 석양 교차로                     | 국도 제21호선 국도 제32호선 국도 제45호선 (충서로) | 예산군        |                                         |                                         |

## 주요 건물 및 시설
- 예산세무서 (충청남도 예산군 오가면 윤봉길로 1883)
- 한국전기안전공사 충남중부지사 (충청남도 예산군 오가면 윤봉길로 1889)
- 임성중학교 (충청남도 예산군 오가면 윤봉길로 1983-32)